# ザウディトゥ
ザウディトゥ（Zaoditou, 1876年4月29日 - 1930年4月2日）は、エチオピア帝国の女帝（在位：1916年 - 1930年）。生涯で4人との結婚をしたが、子はなさなかった。

## 生涯

### 生い立ち
メネリク2世の皇女として1876年に生まれる。彼の母であるウェジロ・アベチは早くにメネリクと離婚し、ザウディトゥは父親の新たな后であるバファナによって育てられた。
1886年、ザウディトゥはヨハネス4世の息子であるラス・アラヤ・セラシエ・ヨハネスと10歳で結婚した。彼は1888年に病没した。
その後、ザウディトゥはグァングル・セゲド、ウーベ・アナフ・セゲドの2人と短い結婚をした。1900年にググサ・ヴェレと結婚し、生涯を共にした。

### 治世
1916年にイスラム教寄りの甥のイヤス5世がエチオピア正教会によって破門され、廃位された。貴族たちの推挙によって、ザウディトゥは実質的な皇帝として振る舞った。
翌年には正式に即位。ザウディトゥの公式称号は「王の中の女王」（Negiste Negest）で、伝統的な称号「王の中の王」（Nəgusä Nägäst）を修正したものだった。
遠縁のラス・タファリ・マコンネン（後のハイレ・セラシエ1世）が摂政兼皇太子となって政治を行った。ザウディトゥの治世下、ラス・タファリの急進的な近代化政策に、貴族たちはしばしば権力喪失への懸念を示した。ザウディトゥ自身は1928年に政治の表舞台から身を引いた。
1930年、夫の死の報せを聞き、発熱が悪化して崩御。ラス・タファリが皇位を継承した。ザウディトゥの死の1年後、エチオピア1931年憲法が公布された。

## ギャラリー

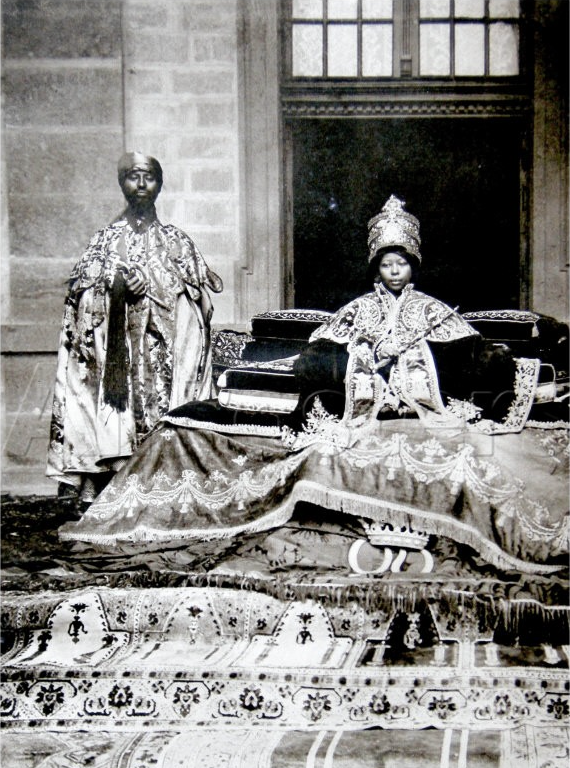
ザウディトゥの御真影（1910年代）
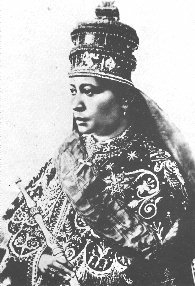
ザウディトゥ
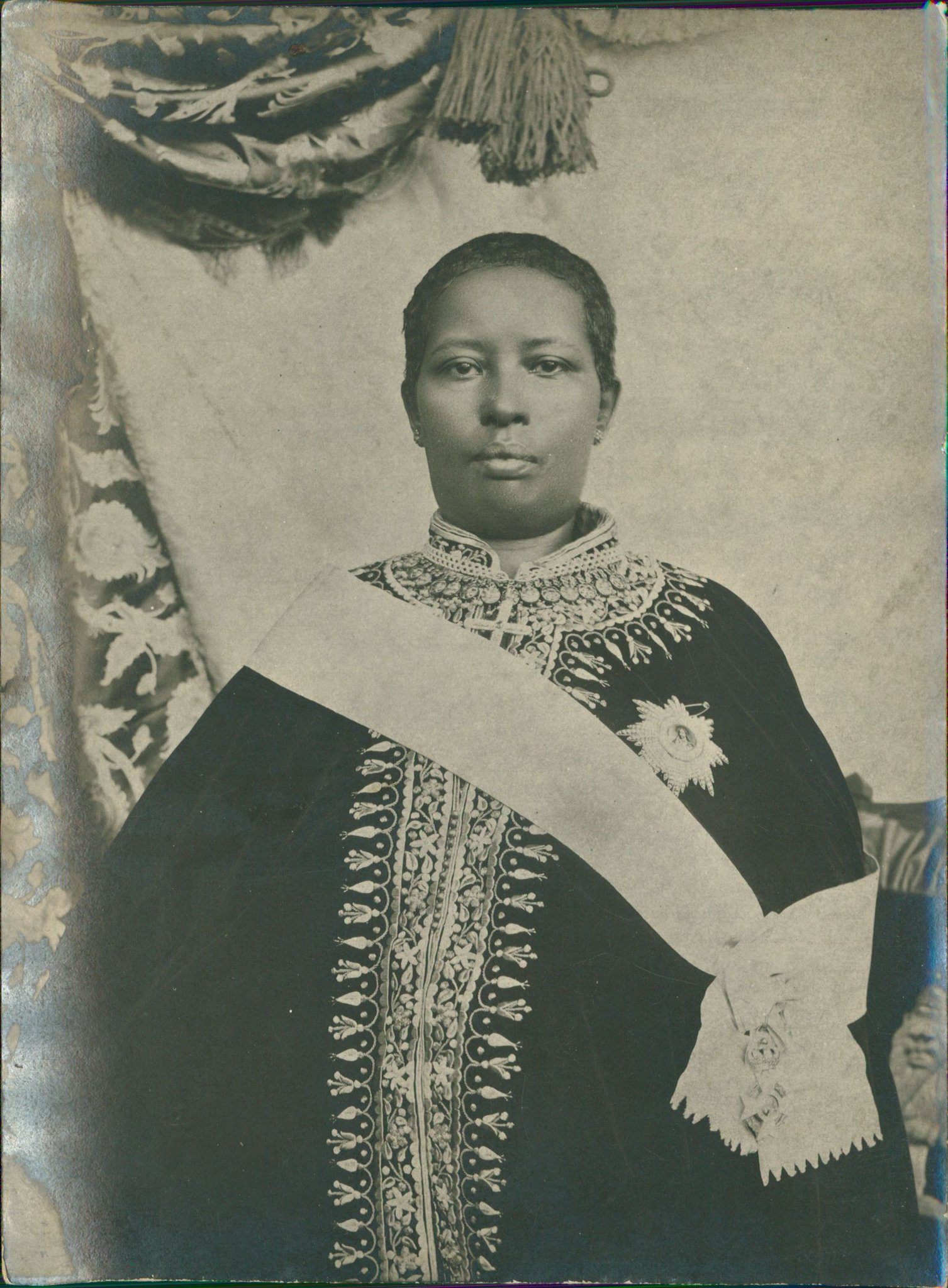
礼装姿のザウディトゥ。